# Iris setosothungbergii
Iris setosothungbergii là một loài thực vật có hoa trong họ Diên vĩ. Loài này được H.Koidz. ex T.Shimizu miêu tả khoa học đầu tiên năm 1997.